# Condition suspensive
Pour un article plus général, voir Condition (droit).
Ne doit pas être confondu avec Condition résolutoire.
Une condition suspensive est, en droit des obligations, l'évènement futur et incertain dont on fait dépendre la naissance de l'obligation. L'obligation n'existe donc qu'en germe lors de la conclusion du contrat. Sa naissance n'interviendra, si elle intervient, qu'à compter de la survenance de l'évènement.
La condition suspensive s'oppose à la condition potestative qui dépend de la seule volonté de l'une des parties, mais aussi à la condition résolutoire qui, lorsqu'elle survient, annule rétroactivement l'existence de l'obligation. Elle est également différente du terme où l’obligation est définitive mais dont la réalisation n’est que reportée à un moment postérieur, prévu et certain. 
En tant que condition, la condition suspensive est une modalité qui affecte l'obligation.

## Par pays

### France
En droit français, la condition suspensive est régie par les articles 1304 à 1304 - 6 (Ord. no 2016-131 du 10 févr. 2016) du Code Civil. Avant le 1er octobre 2016 la condition était visée aux articles 1168 et s. du Code Civil.
Pour être valable la condition ne doit pas être potestative.

### Québec (Canada)
En droit québécois, la condition suspensive est décrite à l'art. 1507 C.c.Q., qui prévoit que lorsqu'elle est accomplie, elle « oblige le débiteur à exécuter l’obligation, comme si celle-ci avait existé depuis le jour où il s’est obligé sous telle condition ».

### Suisse
En droit suisse, la condition suspensive est définie par l'article 151 du Code des obligations :

« Le contrat est conditionnel, lorsque l’existence de l’obligation qui en forme l’objet est subordonnée à l’arrivée d’un événement incertain. Il ne produit d’effets qu’à compter du moment où la condition s’accomplit, si les parties n’ont pas manifesté une intention contraire. »